# Carlo Pignatelli
Carlo Pignatelli (Latiano, 1944) è uno stilista e imprenditore italiano, direttore creativo dell'omonima casa di moda, nota nel mondo soprattutto per i suoi abiti maschili da cerimonia.

## Biografia
Carlo Pignatelli nasce a Latiano, in provincia di Brindisi, nel 1944. Si avvicina presto al mondo della sartoria, iniziando a lavorare all'età di quattordici anni presso alcune botteghe della sua città. Dal 1962 al 1965 ha modo di acquisire familiarità con le tecniche ed i segreti della sartoria maschile di alto livello, che lo spinge, nel 1968, a trasferirsi a Torino e iniziare la collaborazione con diversi atelier piemontesi.
Nel 1968 apre la sua prima sartoria nella città sabauda. Cinque anni più tardi, inaugura l'atelier che porta il suo nome. Con una decina di collaboratori, realizza le prime collezioni uomo, riservando un'attenzione particolare ai capi su misura. Nel 1980 organizza le prime sfilate delle collezioni da giorno uomo e donna, con un rilievo particolare dato agli abiti nuziali. Nel 1983 inizia la collaborazione con alcune case cinematografiche, grazie alla costumista Roberta Guidi Di Bagno. Nel 1984 la collezione uomo viene distribuita a livello nazionale.
Nel 1993, Carlo Pignatelli approda sulle passerelle di Milano Collezioni Uomo. In contemporanea si inaugurano una boutique monomarca ed una show room a Matosinhos, in Portogallo.
Nel 1995 viene sottoscritto il sodalizio con la trading company giapponese Marubeni Corporation, con base ad Osaka. In parallelo, a Tokyo, apre la prima show room estera del brand.
Nel 1995 a Milano, presenta la nuova linea Carlo Pignatelli Boutique, alla quale seguono numerose licenze: dalle calzature alle cravatte, dall'underwear agli accessori. Nello stesso anno vi è il lancio delle linee da sposa: Carlo Pignatelli Couture e Fiorinda by Carlo Pignatelli (ribattezzata poi "Fiorinda le spose di Carlo Pignatelli").
Nel 1996 proseguono le strategie sul piano distributivo sia a livello nazionale che internazionale. A Torino e a Barcellona si inaugurano i flagship store del brand. Nello stesso anno, in occasione della Coppa Intercontinentale di calcio, Carlo Pignatelli sfila per la prima volta a Tokyo.
Nel 1997 Pignatelli inizia a collaborare con l'artista Ugo Nespolo, pittore e scultore, che fornisce il proprio contributo alla definizione dell'immagine della griffe. Nel 2000 nasce la linea Carlo Pignatelli Classico, nel 2001 è la volta di Carlo Pignatelli Outside per l'Uomo e di Carlo Pignatelli Pret-à-Porter per la Donna.
Nel frattempo, le collezioni Carlo Pignatelli Pret-à-Porter e Carlo Pignatelli Cerimonia Donna vengono affidati a licenziatari. Successivamente il brand debutta nel ramo dell'abbigliamento per i più piccoli con Carlo Pignatelli Junior e Carlo Pignatelli Outside Donna.
Importanti anche i traguardi più recenti della griffe: la licenza per le fedi nuziali nel 2006; la Home Collection nel 2007; nel 2008 una nuova boutique nel cuore di Madrid e la nuova licenza con Asnaghi Interiors per l'interior design.

## Lo stile e lo sport
Primo stilista a sperimentare il connubio moda-calcio, ha disegnato le divise ufficiali e di rappresentanza per diverse squadre:
Inizia nel 1995, con la Juventus, a cui seguono:
- la Nazionale Italiana (in occasione del Campionato mondiale di calcio 1998 in Francia e il campionato europeo del 2000 in Olanda e Belgio).
- l'Olympique Marseille (nel 1999)
- il Torino F.C. (nel 2001)
- il Watford F.C. (nel 2002)
- l'Unione Sportiva Città di Palermo (nel 2004)
- la Roma, nel 2007.

## La distribuzione
La sua azienda dispone di sedici boutique monomarca (sino alla più recente aperta a Pechino, alla vigilia dei Giochi olimpici), sei show room e circa cinquecento punti vendita plurimarca, distribuiti tra Europa, Asia ed Africa.